# Марамурешская и Сатмарская епархия
Марамурешская и Сатмарская епархия (рум. Episcopia Ortodoxă Română a Maramureșului și Sătmarului) — епархия Румынской православной церкви с центром в городе Бая-Маре. Входит в состав Митрополии Клужа, Марамуреша и Сэлажа. Объединяет приходы и монастыри жудецов Марамуреш и Сату-Маре.
Правящий архиерей — епископ Марамурешский и Сатмарский Иустин (Ходя) (с 27 декабря 2016 года). Викарий епископии — епископ Сатмарский Тимофей (Бел) (с 24 июня 2018 года).

## История
13 мая 1690 года епископ Мукачевский Мефодий (Раковецкий) под давлением властей был вынужден покинуть Мукачево и переехать в Углянский Николаевский монастырь в Марамороше. Вскоре по требованию католических властей владыку Мефодия изгнали из Марамароша и он был вынужден бежать в Речь Посполитую, где и умер в 1693 году в Перегинском Онуфриевском монастыре.
После изгнания епископа Мефодия православное духовенство Марамороша в 1690 году избрало новым епископом Иосифа (Стойку), настоятеля Углянского монастыря. По требованию униатов власти запретили православным архиереям иметь титул «Карпаторусский и Мукачевский», поэтому Иосифу присвоили титул епископа Мараморошского. Не позднее 1691 года он был рукоположён в архиереи митрополитом МолдавскиБогам Досифеем (Барилэ), который проживал в изгнании в Речи Посполитой. 15 марта 1692 года Иосиф утверждён на кафедре собором карпаторусского и румынского духовенства Марамороша. Резиденцией епископа был Грушевский Михайловский монастырь.
Трансильванские митрополиты не признали рукоположения Иосифа (Стойки) и сами претендовали на территорию Марамороша. В то же время они вели тайные переговоры о переходе в унию. Владыка Иосиф, будучи противником унии, не признавал трансильванских митрополитов. В 1692 году в подписанном им антиминсе для села Пилипец среди прочих титулов он называется «администратором митрополии Белградской и Седмиграда» (Алба-Юлии и Трансильвании). В послании от 5 сентября 1696 года он указал свой титул «архиепископ Мараморейский, администратор митрополии Белградской, Семиградской и всего Православия в стране Угорской властитель». Неизвестно, кто и когда возвёл его в ранг архиепископа. С 1696 года в Марамороше начинается активное наступление католичества и захват православных храмов. В 1698 году митрополит Трансильванский Афанасий (Ангел) переходит в католичество. В 1703 году в Марамороше вспыхнуло крестьянское восстание против кальвиниста Ференца II Ракоци, в результате подавления которого был разрушен Грушевский монастырь. После того как Иосиф отказался подписать приказ о реорганизации православного духовенства по католическому образцу, 5 марта 1705 года он был заключён в тюрьму при замке в Хусте, а его имущество было конфисковано. Ему выдвинули множество заведомо ложных обвинений, от сотрудничества с Ференцем Ракоци до рукоположения в сан двоеженцев.
Во время заточения владыки Иосифа православные Марамороша добились разрешения на избрание нового архиерея, которым в конце 1706 года стал Иов (Цирка). Владыка Иов сотрудничал с Ференцем Ракоци и в 1707 году смог восстановить Трансильванскую митрополию в Алба-Юлии, но военные успехи Ракоци были недолгими и в том же году Иов бежит в Молдавию. В 1707 году владыка Иосиф выходит на свободу и тайно продолжает выполнять обязанности архиерея. В 1709 году власти запрещают ему называться епископом. В феврале 1710 года наложил на сторонников Иосифа штраф в 400 флоринов. В том же 1710 году духовенство Марамороша вновь признало Иосифа своим архиереем и просит Ференца Ракоци утвердить это решение, но тот отказывает и заключает владыку Иосифа в тюрьму в Хусте. 21 февраля 1711 года Ференц Ракоци бежит в Речь Посполитую и Иосифа освобождают. Вскоре после освобождения (не позднее начала июня) он скончался. Преемниками Иосифа на кафедре были Серафим (Петрован) (1711—1717) и Досифей (Теодорович) (1718—1721). После 1739 года кафедра пресеклась.
С 1900 года начинается массовое возвращение жителей Марамуреша в православие, которое особенно усилилось после присоединения к Румынии в 1919 году. 1 июля 1937 года Марамурешская епархия была восстановлена и включена в состав Буковинской митрополии. После присоединения Северной Трансильвании к Венгрии в 1940 году все православные священники, включая епископа Василия (Стана), были изгнаны из Марамуреша. В 1944 году они вернулись, но в 1948 году епархия была упразднена под давлением коммунистических властей.
12 февраля 1990 года Марамурешская епархия была восстановлена в составе Трансильванской митрополии. 26 сентября 1990 года её архиереем был избран Юстиниан (Кира), викарный архиерей Клужской архиепископии, с 1973 года носивший титул епископа Марамурешского. 11 ноября того же года состоялось его возведение на кафедру. 4 ноября 2005 года епархия вошла в состав новообразованной Митрополии Клужа, Албы, Кришаны и Марамуреша.

## Архиереи
- Иосиф (Стойка) (1690—1711)
  - Иов (Цирка) (1706—1707)
- Серафим (Петрован) (1711—1717)
- Досифей (Теодорович) (1718—1721)
- Василий (Стан) (1 ноября 1938 — 13 апреля 1945)
- Поликарп (Морушка) (4 декабря 1945 — 25 декабря 1946) в/у
- Севастиан (Русан) (1 ноября 1946 — сентябрь 1948)
  - Юстиниан (Кира) (9 сентября 1976 — 26 сентября 1990) — викарий Клужской архиепископии
- Юстиниан (Кира) (11 ноября 1990 — 30 октября 2016)
- Иустин (Ходя) (с 27 декабря 2016 года)